# Cogema
Das französische Unternehmen Cogema (Compagnie Générale des Matières Nucléaires) war die weltweit führende Gesellschaft auf dem Gebiet des nuklearen Brennstoffkreislaufs.

## Geschichte
Das Unternehmen mit Sitz in Paris wurde 1976 aus einem Teil des seit 1945 bestehenden staatlichen Commissariat à l'énergie atomique (CEA) gegründet.
Seit 1977 gehörte zur Cogema ebenfalls die Saint-Gobain Nucléaire, später als Entwicklungsdienstleister bekannt unter der Gesellschaft Société générale pour les techniques nouvelles (SGN) und tätig für die CEA und Cogema. Die SGN hatte auch Gemeinschaftsprojekte mit Technip.
Ab 1986 hielt die Cogema 49 % der Anteile an Comurhex; ab 1992 war Cogema Alleineigentümer des in der Urankonversion tätigen Unternehmens.
Im September 2001 wurden die Gesellschaften Cogema, Framatome und FCI in der neuen Areva-Gruppe zusammengefasst, die nun auf fast sämtlichen Gebieten der Nuklearindustrie einschließlich Reaktoren und Brennstoffkreislauf (abgesehen vom Behälterbau sowie der Endlagerung, für die die staatliche ANDRA zuständig ist) maßgeblich beteiligt ist.
2018 wurde Areva wieder aufgespaltet. Die Geschäftsfelder der ehemaligen Cogema gingen in Orano auf.

## Aktivitäten
Die Tätigkeitsfelder reichten von der Urangewinnung über die Uran-Anreicherung (Eurodif-Projekt) und Wiederaufarbeitung abgebrannter Brennelemente bis zur Rezyklierung der dabei wiedergewonnenen Kernbrennstoffe. In der Öffentlichkeit bekannt ist vor allem die von Cogema (Stand 2023: Orano) betriebene Wiederaufarbeitungsanlage La Hague. Daneben verfügte die Gesellschaft in Frankreich über Produktionsorte in Cadarache, Pierrelatte, Marcoule, Annecy, Miramas und Narbonne (Urankonversionswerk Malvési). Cogema betrieb zudem Uranbergwerke in Niger und Kanada. Einschließlich der Tochtergesellschaften waren insgesamt über 19.000 Mitarbeiter (Stand 1999) in mehr als 30 Ländern für Cogema tätig.